# 7296 Lamarck
7296 Lamarck è un asteroide della fascia principale. Scoperto nel 1992, presenta un'orbita caratterizzata da un semiasse maggiore pari a 2,3105570 UA e da un'eccentricità di 0,0495098, inclinata di 1,56038° rispetto all'eclittica.